# Alto Gállego

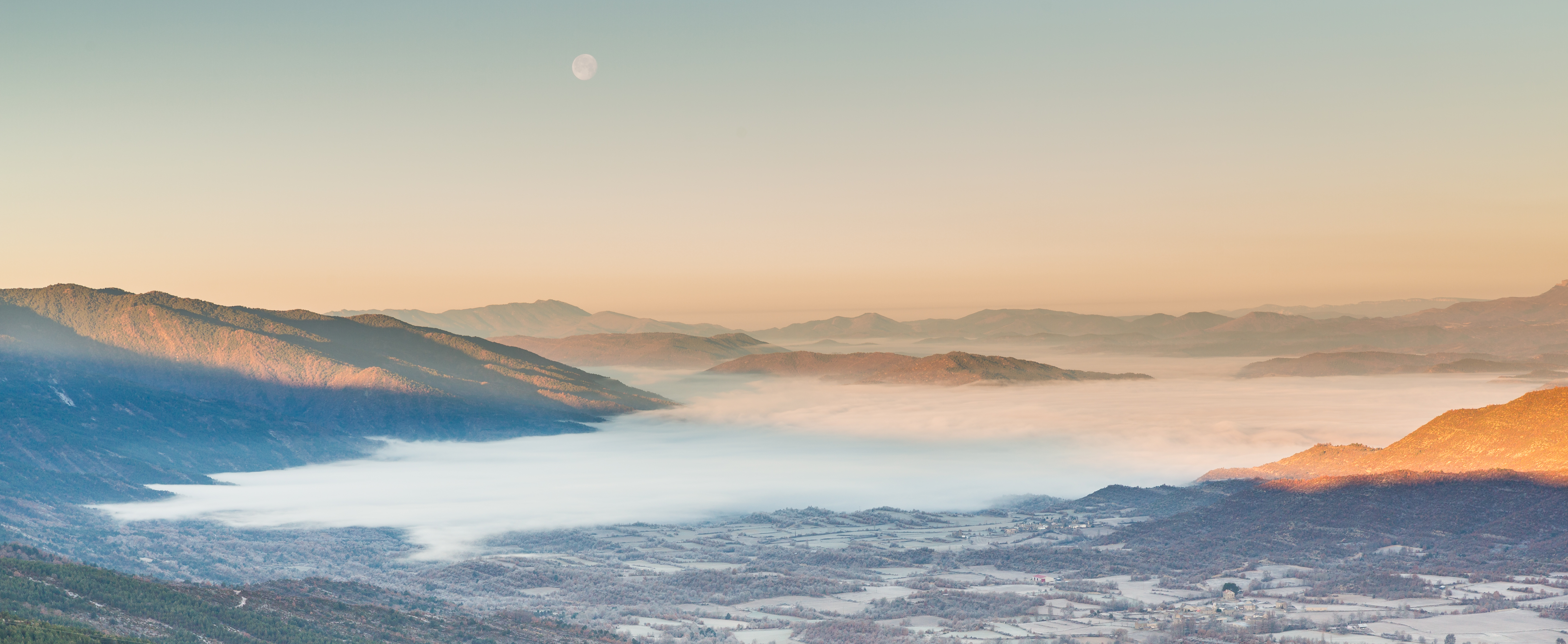
Überblick der Comarca Alto Gállego.

Der Alto Gállego ist eine Comarca (Verwaltungseinheit) der Autonomen Region Aragonien in Spanien. Sie liegt im Norden der Region in der Provinz Huesca am Oberlauf des Flusses Gállego. Die Comarca hat auf einer Fläche von 1.359,81 km² 13.929 Einwohner (Stand 1. Januar 2022).

## Geschichte und Geographie
Die Comarca wurde durch Gesetz der Autonomen Gemeinschaft Aragonien vom 2. Juli 2001 gebildet, welches auch die grundlegenden Bestimmungen zu ihrer Verfassung enthält.
Sitz der Comarca ist Sabiñánigo, die größte der acht zugehörigen Gemeinden (Municipios) mit rund 70 % ihrer Einwohner.
Alto Gállego gehörte ursprünglich zur Jacetania, dem Kern der ehemaligen Grafschaft Aragón. Die Comarca grenzt im Westen an die Jacetania, im Norden an Frankreich, im Osten an die Comarcas Sobrarbe und Somontano de Barbastro und im Süden an die Hoya de Huesca.

## Gemeinden
| Gemeinde             | Einwohner (2024) | Fläche km² | Dichte Einw./km² | Cod INE | Postleitzahl |
| -------------------- | ---------------- | ---------- | ---------------- | ------- | ------------ |
| Biescas              | 1.609            | 189,09     | 9                | 22059   | 22630        |
| Caldearenas          | 237              | 192,31     | 1                | 22072   | 22624        |
| Hoz de Jaca          | 77               | 12,45      | 6                | 22122   | 22662        |
| Panticosa            | 909              | 95,90      | 9                | 22170   | 22661        |
| Sabiñánigo           | 9.592            | 586,82     | 16               | 22199   | 22600        |
| Sallent de Gállego   | 1.516            | 162,14     | 9                | 22204   | 22640        |
| Yebra de Basa        | 160              | 90,87      | 2                | 22252   | 22610        |
| Yésero               | 62               | 30,23      | 2                | 22253   | 22639        |
| Comarca Alto Gállego | 14.162           | 1.359,81   | 10               | –       | –            |